# Phasma (roman)
Pour le personnage, voir Phasma.
Phasma (titre original : Phasma) est un roman de science-fiction de Delilah S. Dawson s'inscrivant dans l'univers étendu de Star Wars. Publié aux États-Unis par Del Rey Books en 2017, puis traduit en français et publié par les éditions Pocket en 2018,, il se déroule trente-trois ans après la bataille de Yavin et est centré sur le personnage de Phasma.
Ce roman fait partie des publications liées à la sortie de Star Wars, épisode VIII : Les Derniers Jedi et regroupés sous le titre Voyage vers Star Wars : Les Derniers Jedi.